# SiTB CFe 2/4
Als CFe 2/4 werden die elektrischen Triebwagen der Sihltalbahn (SiTB) bezeichnet, die 1924 anlässlich der Elektrifizierung angeschafft wurden. Die fünf Triebwagen wurden von der Schweizerischen Wagonfabrik Schlieren (SWS) und Maschinenfabrik Oerlikon (MFO) hergestellt. Zwei Fahrzeuge wurden später in Be 2/4 umgebaut.

## Technisches
Der mechanische Teil und Wagenkasten wurden von der SWS geliefert, die elektrische Ausrüstung von der MFO. Abgeliefert wurden die Fahrzeuge zwischen April und August 1924.
Die Triebwagen besassen an den beiden Stirnseiten je einen abgeschlossenen Führerstand. Dem schloss sich auf der einen Seite das Gepäckabteil und anschliessend das Nichtraucherabteil 3. Klasse mit 20 Sitzplätzen an. Auf der anderen Seite befand sich das Raucherabteil 3. Klasse mit 30 Sitzplätzen. In der Wagenmitte, zwischen den beiden Personenabteilen, befand sich die geschossene Mittelplattform, die, neben der Funktion als Einstiegsplattform, auch das WC und den Apparatekasten mit dem Hauptschalter aufnahm. Die übrige elektrische Ausrüstung war in Apparatekästen unterhalb des Wagenkasten angebracht. Über jedem Drehgestell befand sich auf dem Dach ein Stromabnehmer.
Die Drehgestelle besassen aussen ein Laufrad mit 850 mm Durchmesser und innen das Antriebsrad mit 1040 mm Durchmesser. Jedes Antriebsrad hatte einen eigenen 163 kW starken Elektromotor. Das Drehgestell war so konstruiert, dass die Antriebsachse einen höheren Achsdruck aufwies als die Laufachse.
Die Höchstgeschwindigkeit betrug ursprünglich 45 km/h und wurde später auf 50 km/h erhöht.
Von Anfang an war automatische Ausschaltvorrichtung und eine Vielfachsteuerung eingebaut. Die Vielfachsteuerung erlaubte den Betrieb eines zweiten Triebwagens. Da anfänglich keine Steuerwagen vorhanden waren, kam die Vielfachsteuerung selten zum Einsatz.
Erst im Zusammenhang mit der Beschaffung Bt 52–55 in den Jahren 1962/63 kam die Vielfachsteuerung zum regelmässigen Einsatz. Allerdings eine neue Bauart, die nicht mit der ursprünglichen Vielfachsteuerung kompatibel war. Dafür müssten die Steuerung bei Triebfahrzeugen 81, 83–85 umgebaut werden (Die Nr. 82 wurde zu dem Zeitpunkt verschrottet).
Die Triebwagen waren bei Ablieferung dunkelgrün gestrichen. Die Nr. 81 und 85 erhielten anlässlich des Umbaus einen roten Anstrich mit dünnem Zierstreifen, die Nr. 84 erhielt beim Umbau der Vielfachsteuerung auch diesen roten Anstrich, wechselte ihn aber 1981 wieder gegen den historischen dunkelgrünen Anstrich, mit der „falschen“ Anschrift FCe 2/4 84.

## Umbauten, Umzeichnungen
An die Fahrzeuge war anfänglich gegen die Nomenklatur FCe 2/4 angeschrieben, sie wurden aber in den Fahrzeugverzeichnissen trotzdem meist als CFe 2/4 geführt.
1956 wurden alle Fahrzeugen von CFe 2/4 in BFe 2/4 umgezeichnet. 1963 änderten sich die Bezeichnung bei den nicht umgebauten Fahrzeugen in BDe 2/4.
Am Triebwagen Nr. 85 wurde 1957 in der eigenen Werkstätte der Wagenkasten umgebaut. Anstelle des Mitteleinstieges erhielt er an beiden Wagenenden, hinter den Führerständen, pneumatisch betätigte Falttüren. Dabei entfiel auch das Gepäckabteil. Er wurde in der Folge als Be 2/4 bezeichnet.
Der Triebwagen Nr. 81 wurde 1960 umgebaut. Hier wurde der Wagenkasten um 4,5 Meter verlängert und weitestgehend neu aufgebaut. Auch hier entfiel das Gepäckabteil und die Einstiegstüren befanden sich nun an beiden Wagenenden.

## Einsatz
Die meiste Zeit kamen die Fahrzeugen als ziehendes Triebfahrzeug vor Personenzügen zum Einsatz.
Die beiden umgebauten Fahrzeuge (81, 85) waren als Einmann-Fahrzeuge in den Schwachlastzeiten oft als Alleinfahrer unterwegs. Aber auch zusammen als in Doppeltraktion oder als Pendelzug mit dazwischen gereihtem Personenwagen.

## Verbleib
Der Triebwagen 81 wurde ab 1976 als Ausstellungswagen V 391 benutzt und 1985 abgebrochen.
Der Triebwagen 82 wurde 1968 abgebrochen
Der Triebwagen 83 wurde ab 1971 als Vorheizanlage in Langnau-Gatikon verwendet (ohne Stromabnehmer und Fahrmotoren).
Der Triebwagen 84 wurde 1981 restauriert und als historisches Fahrzeug CFe 2/4 84 weiterverwendet (Neue Nummer FCe 7578 084). Er befindet sich heute im Besitz der Zürcher Museums-Bahn (ZMB) und ist fahrfähig.
Der Triebwagen 85 wurde ab 1976 als Bahndienstunterkunftswagen X 372 verwendet und 1981 abgebrochen.